# Abadia de Goiás
Abadia de Goiás is een gemeente in de Braziliaanse deelstaat Goiás. De gemeente telt 6.301 inwoners (schatting 2009).

## Aangrenzende gemeenten
De gemeente grenst aan Aragoiânia, Goiânia, Guapó en Trindade.

## Verkeer en vervoer
De plaats ligt aan de radiale snelweg BR-060 tussen Brasilia en Bela Vista. Daarnaast ligt ze aan de weg GO-469.